# Potap Kouzmitch Zaïkov

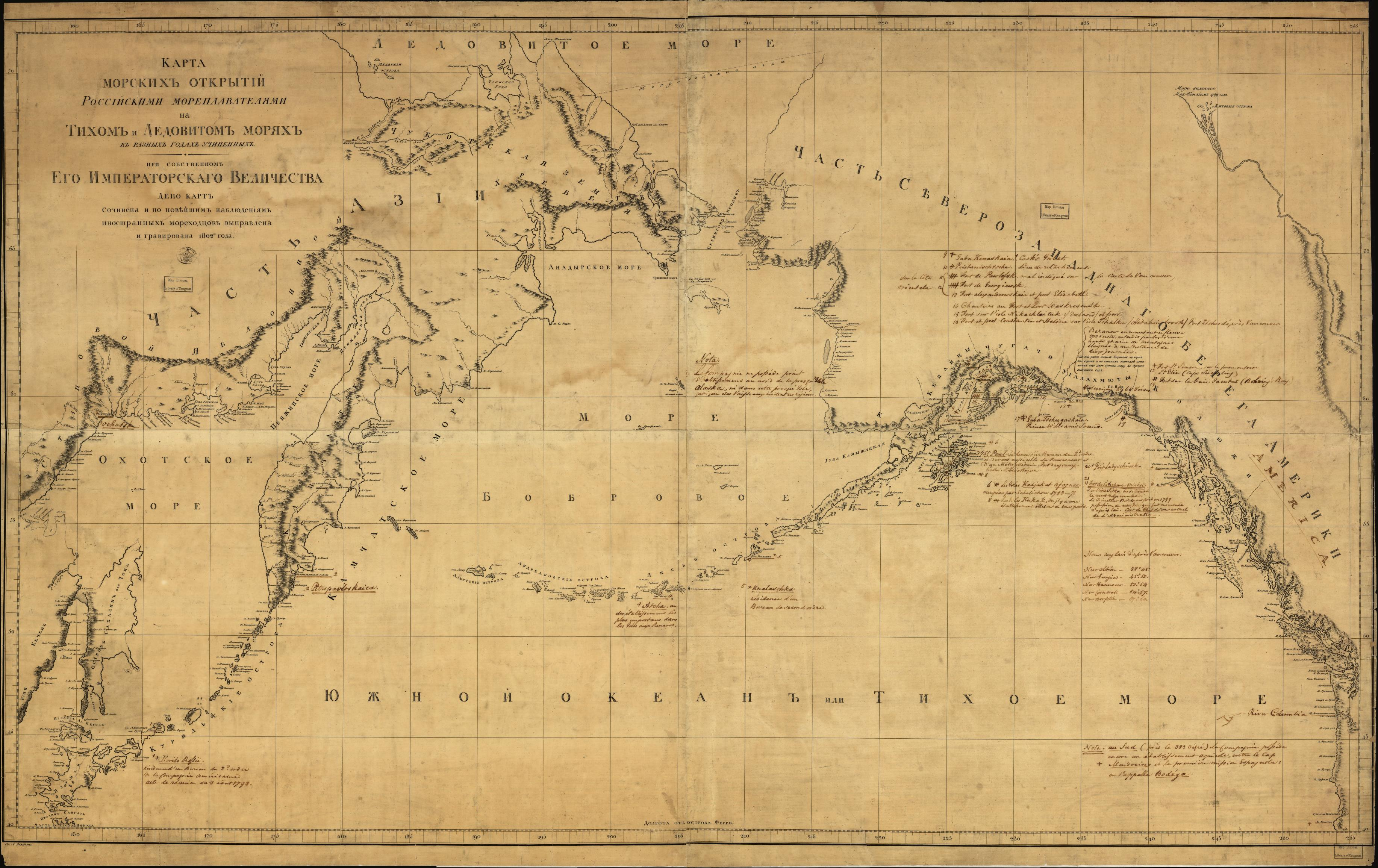

Potap Kouzmitch Zaïkov (en russe : Потап Кузьмич Зайков) est un navigateur russe du XVIIIe siècle.

## Biographie
Il est connu pour avoir exploré en septembre 1762 les îles Aléoutiennes. En 1775, il établit un campement sur l'île Unimak et y demeure jusqu'en mai 1778. Achevant l'expédition en octobre 1783, il laisse un journal du voyage qui sera transmis à l'Académie russe en 1790.